# Zéguédéga
Ne doit pas être confondu avec Zéguédéga Poessé.
Zéguédéga est une localité située dans le département de Dialgaye de la province du Kouritenga dans la région Centre-Est au Burkina Faso.

## Géographie
La commune est traversée par la route nationale 16.

## Santé et éducation
Le village possède un centre permanent d'alphabétisation et de formation (CPAF).